# Канадейка
Канадейка — река в России, протекает в Ульяновской области.

## География
Устье реки находится в 98 км по правому берегу реки Сызранка, в поселке Канадей. Длина реки составляет 57 км. В 37 км от устья, по правому берегу реки впадает река Канадей. В 12 км от устья, по правому берегу реки впадает река Ардовать.

## Данные водного реестра
По данным государственного водного реестра России относится к Нижневолжскому бассейновому округу, водохозяйственный участок реки — Сызранка от истока до города Сызрань (выше города). Речной бассейн реки — Волга от верховий Куйбышевского вдхр. до впадения в Каспий.
Код объекта в государственном водном реестре — 11010001312112100008977.